# L’Art de varier ou 57 Variations op. 57
L’Art de varier („Die Kunst des Variierens“), Op. 57, ist eine von Anton Reicha (1770–1836) komponierte Reihe von 57 Variationen für Klavier. Das Werk wurde 1802–04 geschrieben und in Leipzig veröffentlicht. Das Ganze umfasst ein Thema in F-Dur mit 57 Variationen, die von sehr leichten bis zu extrem virtuosen Stücken reichen.
Das Werk wurde für Prinz Louis Ferdinand von Preußen, einem begabten Musiker und Komponisten, dem Beethoven sein 3. Klavierkonzert gewidmet hat, komponiert und ihm gewidmet.
Zu anderen bekannten Klavierwerken Reichas zählen die Sonate Es-dur op. 43, die Fantaisie op. 61 und die 36 Fugen von 1803.